# Big Brother VIP
Big Brother VIP foi a 3.ª edição do Big Brother Famosos, anunciada pela estação portuguesa de televisão TVI no dia 13 de março de 2013. 
Foi apresentado por Teresa Guilherme, transmitido na TVI e produzido pela Endemol Portugal.
A sua estreia ocorreu no dia 21 de abril de 2013.
Foi reposto no canal TVI Reality a partir do dia 8 de abril de 2020.

## A Casa
Situada na Venda do Pinheiro, renovada e remodelada desde a última edição da Casa dos Segredos. Vidros e redes separam a luxuosa Casa Big Brother do Barracão para que os concorrentes se vejam durante todo o jogo.

### Casa principal
Uma casa luxuosa com espaço para 8 habitantes, piscina, jacuzzi, spa, sala de convívio, sala de jantar, casa de banho e duche, um confessionário com um trono de ouro, onde os concorrentes não se têm de preocupar com nenhuma regalia.

### Barracão
Espaço ao lado da casa principal, um verdadeiro pesadelo. Os concorrentes não têm regalias, nem água canalizada. Têm de realizar provas para ganhar alimentos, roupa e utensílios básicos de sobrevivência. O barracão vem munido de uma pequena horta, um balde para os banhos, colchões sem camas, uma miserável cadeira que será o confessionário e muito poucas condições.

## Emissão
| Programa   | Emissão                                       | Apresentação                      |
| ---------- | --------------------------------------------- | --------------------------------- |
| Gala       | Domingo - 21:30-01:00                         | Teresa Guilherme                  |
| Nomeações  | Terça - 21:50-23:00                           | Teresa Guilherme                  |
| Diário     | Segunda a sábado (exceto terça) - 21:40-22:30 | (apenas imagem, sem apresentador) |
| Extra      | Segunda a sexta - 00:00-02-00                 | Iva Domingues                     |
| Direto     | Várias vezes ao longo do dia                  | Locutores da TVI                  |
| TVI Direct | Canal 999-Meo                                 | (apenas imagem, sem apresentador) |

Esta edição teve os seus diários, extras, galas e nomeações repostas (em 4:3) no canal TVI Reality, desde o dia 8 de abril de 2020 até ao dia 26 de abril de 2020, afim de preparar os telespectadores para a nova edição do programa, Big Brother 2020.

## Concorrentes

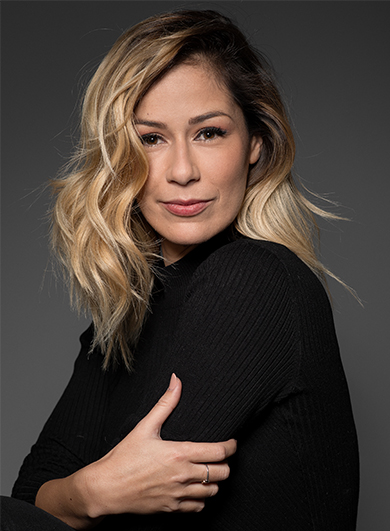
Marta Melro foi uma das participantes do Big Brother VIP

| Nome             | Residência          | idade | Posição                               |
| ---------------- | ------------------- | ----- | ------------------------------------- |
| Pedro Guedes     | Porto               | 33    | Vencedor em 21 de julho de 2013       |
| Flávio Furtado   | Ilha Terceira       | 35    | 2.º lugar em 21 de julho de 2013      |
| Mafalda Teixeira | Lisboa              | 31    | 3.º lugar em 21 de julho de 2013      |
| Kelly Baron      | Curitiba            | 27    | 4.º lugar em 21 de julho de 2013      |
| Sara Santos      | Ilha de Santiago    | 27    | 5.º lugar em 21 de julho de 2013      |
| Tino de Rans     | Penafiel            | 42    | 13.º eliminado em 14 de julho de 2013 |
| Jorge Kapinha    | Lisboa              | 39    | 12.º eliminado em 7 de julho de 2013  |
| Fanny Rodrigues  | Oliveira de Azeméis | 21    | 11.ª eliminada em 30 de junho de 2013 |
| Cátia Palhinha   | Portimão            | 24    | 10.ª eliminada em 23 de junho de 2013 |
| Francisco Macau  | Sintra              | 24    | Desistente em 19 de junho de 2013     |
| Edmundo Vieira   | Portimão            | 29    | 9.º eliminado em 16 de junho de 2013  |
| José Calado      | Lisboa              | 39    | 8.º eliminado em 9 de junho de 2013   |
| Carla Baía       | Porto               | 40    | 7.ª eliminada em 2 de junho de 2013   |
| Raquel Henriques | Lisboa              | 35    | 6.ª eliminada em 2 de junho de 2013   |
| Zé-Zé Camarinha  | Portimão            | 60    | 5.º eliminado em 26 de maio de 2013   |
| Nucha            | Águeda              | 46    | 4.º eliminado em 19 de maio de 2013   |
| Liliana Queiroz  | Lisboa              | 27    | Desistente em 19 de maio de 2013      |
| Marta Melro      | Porto               | 27    | Desistente em 14 de maio de 2013      |
| Joka             | Sesimbra            | 39    | 3.º eliminado em 12 de maio de 2013   |
| Carolina Salgado | Vila Nova de Gaia   | 36    | 2.ª eliminada em 5 de maio de 2013    |
| Hugo Sequeira    | Lisboa              | 37    | 1.º eliminado em 28 de abril de 2013  |

### Carla Baía
- Tornou-se conhecida por ter casado, aos 16 anos, com o internacional português de futebol João Vieira Pinto. Teve dois filhos dessa relação. O mais velho também é jogador de futebol profissional. Foi empresária, teve várias lojas. Atualmente é relações públicas.[1]

### Carolina Salgado
- Tem 36 anos e é natural de Vila Nova de Gaia. O seu nome veio para a ribalta quando se tornou público o seu relacionamento com o presidente do Futebol Clube do Porto, Jorge Nuno Pinto da Costa. Depois da separação do dirigente desportivo, publicou o livro «Eu, Carolina» em que revelava alguns dos segredos do futebol português e detalhes de seu relacionamento com o presidente do FCP. Colaborou com a justiça no processo «Apito Dourado».[2]

### Edmundo Vieira
- Nasceu a 22 de novembro de 1983. Foi um dos quatro membros da banda D'ZRT.  Apareceu pela primeira vez na Operação Triunfo quando tinha 19 anos. Aos 21 anos iniciou a sua carreira na série "Morangos com Açúcar" na TVI. Em 2008 começou a sua carreira a solo, lançando o seu primeiro álbum "Edmundo".[3]

### Flávio Furtado
- Nascido a 26 de julho de 1977, Flávio Furtado é cronista social, tendo escrito/publicado já seis livros. Proveniente de uma família humilde, começou por fazer rádio e ocupou diversos cargos na comunicação social. Recentemente foi comentador no Você na TV. É religioso e bastante frontal. Os seus comentários provocam geralmente alguma polémica.[4]

### Francisco Macau
- Tem 24 anos e é um adepto da musculação, tendo ganho alguns prémios em concursos da modalidade. Tornou-se famoso devido à participação na série Morangos com Açúcar, onde deu vida à personagem Hélder. Fez vários trabalhos como modelo e adora desporto, nomeadamente body board, atletismo, ténis e natação.[5]

### Hugo Sequeira
- Tem 37 anos e é ator e encenador. Formou-se na Escola Profissional de Teatro de Cascais e no Conservatório Nacional. Participou em inúmeras peças de teatro nas mais emblemáticas salas de Lisboa e em várias séries televisivas.[6]

### Joka
- Tem 39 anos. Em 1998 foi co-fundador da boys band D'Arrasar. É empresário noturno na zona de Setúbal. Quando era mais novo foi pescador e, depois, bailarino. Tirou vários cursos na área da Hotelaria, mas, atualmente, a sua grande paixão é o desporto. Está a ter formação para se tornar personal trainer.[7]

### José Calado
- Antigo internacional português, nasceu em Lisboa a 1 de março de 1974. Começou a sua carreira como meio-centro no Casa Pia AC, passou pelo Estrela da Amadora, mas foi no Sport Lisboa e Benfica que atingiu o reconhecimento internacional. Foi transferido para o Real Betis onde jogou algum tempo, acabando a sua carreira no Chipre em 2010.[8]

### Liliana Queiroz
- Tem 27 anos, ficou conhecida por ser a vencedora da edição de 2005 do concurso Miss Playboy TV América Latina e Península Ibérica. Trabalha como modelo, teve participações em várias séries televisivas e foi apresentadora. Foi capa de várias masculinas revistas como a Playboy e a Penthouse.[9]

### Kelly Baron
- Kelly tem 26 anos. Nasceu no Brasil e foi Miss Paraná. Com a conquista do título surgiram várias oportunidades e tirou o curso de direito, está inscrita na Ordem dos Advogados do Brasil, mas nunca exerceu advocacia, tendo sido secretária. Fez ainda vários trabalhos como modelo e apresentadora e participou no Big Brother Brasil 13.[10]

### Marta Melro
- É atriz e nasceu a 8 de maio de 1985 no Porto. Foi modelo em vários catálogos, desfiles e editoriais de moda. O primeiro trabalho na área da representação foi nos "Morangos com Açúcar". Depois disso, participou em varias novelas da TVI.[11]

### Nucha
- Nasceu em Águeda, a 21 de junho de 1966, é uma cantora portuguesa e venceu o Festival da Canção em 1990, com o sucesso «Sempre, há sempre alguém». A carreira de Nucha iniciou-se quando tinha 13 anos e foi inteiramente dedicada à música.[12]

### Pedro Guedes
- Apresentador e modelo português, nasceu em maio de 1979 no Porto. Participou em inúmeros desfiles nacionais e internacionais. Estreou-se como modelo em 1997, juntamente com o irmão gémeo, Ricardo Guedes, num desfile da Moda Lisboa. Fã incondicional de póquer, venceu em 2010 um torneio em Budapeste. Gosta de surf, motas e golfe. Fala fluentemente inglês, francês, espanhol, italiano e um pouco de japonês e grego.[13]

### Raquel Henriques
- Tem 35 anos. É modelo, atriz, apresentadora de televisão e instrutora de fitness. Depois de ter tirado o curso de televisão e cinema entre 2000 e 2001, fez vários trabalhos como modelo fotográfica. Ficou conhecida pelas suas participações em programas de televisão. Alcançou o título de vice-campeã mundial na competição "Diva Fitness Model".[14]

### Sara Santos
- Nasceu a 20 de janeiro de 1986 em Cabo Verde, veio a Portugal pela primeira vez quando tinha dois anos. Estava a tirar o curso de educadora de infância quando apareceu a oportunidade de participar no casting para a série juvenil "Morangos com Açúcar". Depois dessa participação, entrou em vária novelas da TVI.[15]

### Zé-Zé Camarinha
- O seu nome verdadeiro é Domingos Felisberto. Considera-se o "último macho latino português". Ficou conhecido por conquistar milhares de turistas estrangeiras no Algarve. Várias das frases em inglês com que tentava seduzir as mulheres ficaram muito populares. Atualmente, é empresário de hotelaria.[16]

### Jorge Kapinha
- Nasceu a 10 de maio de 1974. A sua participação na Boys Band D'Arrasar lançou a sua carreira como cantor. O seu percurso profissional desenvolveu-se, tendo também trabalhado como actor e apresentador. Em Morangos Com Açúcar desempenhou o papel de Ricco. O Cantor, Actor e apresentador Jorge Kapinha sagrou-se, ainda, vencedor do Reality Show Perdidos na Tribo.[17]

### Mafalda Teixeira
- Nasceu a 5 de abril de 1982. Em 2007 lançou a sua carreira como atriz em Morangos Com Açúcar. Desde então tem desempenhado papéis em diversas tele-novelas, como Remédio Santo, Doce Tentação e Espírito Indomável. Foi, ainda, concorrente do Reality Show Perdidos na Tribo.[18]

### Tino de Rans
- Vitorino Francisco da Rocha e Silva nasceu em 1971 na terra pela qual ficou conhecido, Rans. Tino de Rans é calceteiro de profissão, tornou-se célebre em 1999, durante um congresso do Partido Socialista com um discurso inusitado. Tino de Rans já foi presidente da Junta de freguesia de Rans, participou no reality show Quinta das Celebridades e tem músicas e livros editados.[19]

### Fanny Rodrigues
- Fanny Rodrigues ficou em 6.º lugar na Casa dos Segredos (2.ª edição). Entrou na casa no dia 22 (12 de Maio). Passou a concorrente no dia 4 de junho de 2013.

### Cátia Palhinha
- Cátia ficou conhecida após ter ficado em 2.º lugar na Casa dos Segredos (2ª Edição), e em primeiro no Desafio Final. Entrou na casa no dia 22 (12 de maio). Passou a concorrente no dia 4 de junho de 2013.

## Convidados
Os convidados não estão habilitados ao prémio final, não podem nomear, nem ser nomeados. Tal como entraram, podem abandonar a casa a qualquer momento.

### Fanny
Fanny Rodrigues ficou em 6.º lugar na Casa dos Segredos (2ª edição). Entrou na casa no dia 22 (12 de Maio). Passou a concorrente no dia 4 de Junho de 2013.

### Cátia
Cátia Palhinha ficou conhecida após ter ficado em 2º lugar na Casa dos Segredos (2ª Edição), e em primeiro no Desafio Final. Entrou na casa no dia 22 (12 de Maio). Passou a concorrente no dia 4 de Junho de 2013.

### Nuno Homem de Sá
O ator Nuno Homem de Sá entrou na casa no dia 57 (16 de junho) tendo ficado apenas um dia.

### Cinha Jardim
Cinha Jardim entrou na casa no dia 78 (7 de julho). Saiu da casa na madrugada entre o dia 79 (8 de julho) e o dia 80 (9 de julho).

### Pedro Ramos e Ramos
Pedro Ramos e Ramos entrou na casa no dia 78 (7 de Julho). Saiu da casa na madrugada entre o dia 79 (8 de julho) e o dia 80 (9 de julho).

### Francisco Macau
O ex-concorrente Francisco Macau entrou na casa de novo no dia 86 (16 de julho) e saiu no dia 88 (18 de julho).

### Zé-Zé Camarinha
O ex-concorrente Zé-Zé Camarinha entrou na casa de novo no dia 86 (16 de julho) e saiu no dia 88 (18 de julho).

## Controvérsias

### Humilhação a Kelly
Kelly Baron, ex-integrante da Casa de Vidro da décima terceira versão do Big Brother Brasil, sofreu afronta de seu concorrente Zezé Camarinha, em que ele disse que ela "é apenas uma prostituta brasileira" e os portugueses preferem a "bunda brasileira" a ele. Nas redes sociais, várias pessoas se revelaram contra a ação de Zezé que também já havia dito que ela vinha de um país aonde só tem mulheres prostitutas. Dias após as declarações, ele foi eliminado com 88% dos votos, percentual alto comparado a todas outras versões do programa e também da versão dos famosos. Na sua saída do programa ele pediu desculpas pelas palavras, em diversas intervenções na TVI (canal de televisão que emite o Big Brother VIP). Pessoalmente, tentou pedir desculpas à mãe de Kelly, sendo que esta, não estando à frente das câmaras, recusou falar com ele. Quando, depois, já em frente às câmaras, na Gala do Big Brother VIP, ela exigiu um pedido de desculpas público, o Zezé Camarinha recusou-se a fazê-lo. A Sra. D. Jucélia Baron, mãe da participante no Big Brother VIP, chegou ao ponto de referir que o Sr. Camarinha teria ofendido a nação brasileira, o que foi mal aceito pelo público que assiste ao Big Brother VIP, por considerarem desrespeitoso ao povo brasileiro uma filha da nação misturar um Big Brother com a nação brasileira. Apesar desta polémica, a brasileira continuou a ser a concorrente mais popular em sondagens realizadas nos blogues de fãs do programa. É muito acarinhada pelo público português e foi uma das favoritas a vencer o programa.

## Entradas e eliminações
Tabela de entradas e eliminações.
| Classificação | Classificação    | Classificação | Classificação       | Classificação       | Classificação       | Classificação |
| #             | Concorrente      | Idade         | Origem              | Entrada             | Saída               | Nomeações     |
| ------------- | ---------------- | ------------- | ------------------- | ------------------- | ------------------- | ------------- |
| 1             | Pedro Guedes     | 33            | Porto               | 21 de Abril de 2013 | 21 de Julho de 2013 | 2             |
| 2             | Flávio Furtado   | 35            | Ilha Terceira       | 21 de Abril de 2013 | 21 de Julho de 2013 | 3             |
| 3             | Mafalda Teixeira | 31            | Lisboa              | 19 de Maio de 2013  | 21 de Julho de 2013 | 3             |
| 4             | Kelly Baron      | 27            | Curitiba            | 21 de Abril de 2013 | 21 de Julho de 2013 | 3             |
| 5             | Sara Santos      | 27            | Ilha de Santiago    | 21 de Abril de 2013 | 21 de Julho de 2013 | 2             |
| 6             | Tino de Rans     | 42            | Penafiel            | 26 de Maio de 2013  | 14 de Julho de 2013 | 2             |
| 7             | Jorge Kapinha    | 39            | Lisboa              | 19 de Maio de 2013  | 7 de Julho de 2013  | 5             |
| 8             | Fanny Rodrigues  | 21            | Oliveira de Azeméis | 12 de Maio de 2013  | 30 de Junho de 2013 | 1             |
| 9             | Cátia Palhinha   | 24            | Portimão            | 12 de Maio de 2013  | 23 de Junho de 2013 | 2             |
| 10            | Francisco Macau  | 24            | Sintra              | 21 de Abril de 2013 | 19 de Junho de 2013 | 4             |
| 11            | Edmundo Vieira   | 29            | Portimão            | 21 de Abril de 2013 | 16 de Junho de 2013 | 2             |
| 12            | José Calado      | 39            | Lisboa              | 21 de Abril de 2013 | 9 de Junho de 2013  | 1             |
| 13            | Carla Baía       | 40            | Porto               | 21 de Abril de 2013 | 2 de Junho de 2013  | 2             |
| 14            | Raquel Henriques | 35            | Lisboa              | 21 de Abril de 2013 | 2 de Junho de 2013  | 1             |
| 15            | Zé-Zé Camarinha  | 60            | Portimão            | 21 de Abril de 2013 | 26 de Maio de 2013  | 2             |
| 16            | Nucha            | 46            | Águeda              | 21 de Abril de 2013 | 19 de Maio de 2013  | 3             |
| 17            | Liliana Queiroz  | 27            | Lisboa              | 21 de Abril de 2013 | 19 de Maio de 2013  | 1             |
| 18            | Marta Melro      | 27            | Porto               | 21 de Abril de 2013 | 14 de Maio de 2013  | 0             |
| 19            | Joka             | 39            | Sesimbra            | 21 de Abril de 2013 | 12 de Maio de 2013  | 1             |
| 20            | Carolina Salgado | 36            | Vila Nova de Gaia   | 21 de Abril de 2013 | 5 de Maio de 2013   | 1             |
| 21            | Hugo Sequeira    | 37            | Lisboa              | 21 de Abril de 2013 | 28 de Abril de 2013 | 1             |

Legenda
|  |               |
|  | Vencedor      |
|  | Vice-vencedor |
|  | Eliminado/a   |
|  | Desistiu      |
|  | Finalista     |

## Nomeações
- Os concorrentes nomeiam semanalmente os companheiros da respetiva casa. Ao longo do jogo, os concorrentes mudaram de residência - entre a Casa principal e o Barracão - devido a castigos, provas, recompensas ou para equilibrar o número de concorrentes em cada casa.

|            | Semana 1                                        | Semana 2                                                                 | Semana 3                                                                  | Semana 4                                                                   | Semana 5                  | Semana 6                                       | Semana 7                                                                    | Semana 8                                                                   | Semana 9                                          | Semana 10                                                                   | Semana 11                                       | Semana 12                                          | Semana 13 Final                     | Semana 13 Final                     | Votos recebidos   |                   |    |
| ---------- | ----------------------------------------------- | ------------------------------------------------------------------------ | ------------------------------------------------------------------------- | -------------------------------------------------------------------------- | ------------------------- | ---------------------------------------------- | --------------------------------------------------------------------------- | -------------------------------------------------------------------------- | ------------------------------------------------- | --------------------------------------------------------------------------- | ----------------------------------------------- | -------------------------------------------------- | ----------------------------------- | ----------------------------------- | ----------------- | ----------------- | -- |
| Pedro      | Hugo Carla                                      | Capitão                                                                  | Edmundo Carla                                                             | Raquel Carla                                                               | Zé-Zé Raquel              | Carla Raquel                                   | Kapinha                                                                     | Mafalda Flávio                                                             | Cátia                                             | Fanny                                                                       | Capitão                                         | Mafalda Flávio                                     | Semana 13 Final                     | Semana 13 Final                     | Vencedor (Dia 92) | Vencedor (Dia 92) | 10 |
| Flávio     | Imune                                           | Liliana Carolina                                                         | Zé-Zé Joka                                                                | Capitão                                                                    | Zé-Zé Kelly               | Capitão                                        | Pedro                                                                       | Kapinha Cátia                                                              | Capitão                                           | Kelly                                                                       | Kapinha                                         | Mafalda Kelly                                      | 2.º lugar (Dia 92)                  | 2.º lugar (Dia 92)                  | 12                |                   |    |
| Mafalda    | Não está na Casa                                | Não está na Casa                                                         | Não está na Casa                                                          | Não está na Casa                                                           | Imune                     | Francisco                                      | Pedro                                                                       | Cátia                                                                      | Capitã                                            | Flávio                                                                      | Flávio                                          | Tino Flávio                                        | 3.º lugar (Dia 92)                  | 3.º lugar (Dia 92)                  | 7                 |                   |    |
| Kelly      | Imune                                           | Imune                                                                    | Joka Carla                                                                | Carla Raquel                                                               | Edmundo Calado            | Carla Edmundo                                  | Calado                                                                      | Kapinha Cátia                                                              | Kapinha                                           | Flávio                                                                      | Kapinha                                         | Flávio                                             | 4.º lugar (Dia 92)                  | 4.º lugar (Dia 92)                  | 17                |                   |    |
| Sara       | Nucha Francisco                                 | Liliana Carolina                                                         | Liliana Pedro                                                             | Nucha Calado                                                               | Edmundo Raquel (x2)       | Carla Edmundo                                  | Kapinha                                                                     | Mafalda Edmundo                                                            | Kapinha                                           | Kapinha                                                                     | Tino                                            | Tino Pedro                                         | 5.º lugar (Dia 92)                  | 5.º lugar (Dia 92)                  | 9                 |                   |    |
| Tino       | Não está na Casa                                | Não está na Casa                                                         | Não está na Casa                                                          | Não está na Casa                                                           | Não está na Casa          | Imune                                          | Francisco                                                                   | Capitão                                                                    | Cátia                                             | Mafalda                                                                     | Sara                                            | Mafalda Pedro                                      | Eliminado (Dia 85)                  | Eliminado (Dia 85)                  | 3                 |                   |    |
| Kapinha    | Não está na Casa                                | Não está na Casa                                                         | Não está na Casa                                                          | Não está na Casa                                                           | Imune                     | Capitão                                        | Francisco                                                                   | Kelly Flávio                                                               | Sara                                              | Fanny                                                                       | Kelly                                           | Eliminado (Dia 78)                                 | Eliminado (Dia 78)                  | Eliminado (Dia 78)                  | 9                 |                   |    |
| Fanny      | Não está na Casa                                | Não está na Casa                                                         | Não está na Casa                                                          | Convidada (Dias 22-45)                                                     | Convidada (Dias 22-45)    | Convidada (Dias 22-45)                         | Imune                                                                       | Capitã                                                                     | Francisco                                         | Pedro                                                                       | Eliminada (Dia 71)                              | Eliminada (Dia 71)                                 | Eliminada (Dia 71)                  | Eliminada (Dia 71)                  | 2                 |                   |    |
| Cátia      | Não está na Casa                                | Não está na Casa                                                         | Não está na Casa                                                          | Convidada (Dias 22-45)                                                     | Convidada (Dias 22-45)    | Convidada (Dias 22-45)                         | Imune                                                                       | Mafalda Kelly                                                              | Tino                                              | Eliminada (Dia 64)                                                          | Eliminada (Dia 64)                              | Eliminada (Dia 64)                                 | Eliminada (Dia 64)                  | Eliminada (Dia 64)                  | 9                 |                   |    |
| Francisco  | Calado Nucha                                    | Capitão                                                                  | Joka Zé-Zé                                                                | Nucha Liliana                                                              | Edmundo Raquel            | Raquel                                         | Mafalda                                                                     | Mafalda Edmundo                                                            | Cátia                                             | Desistente (Dia 60)                                                         | Desistente (Dia 60)                             | Desistente (Dia 60)                                | Desistente (Dia 60)                 | Desistente (Dia 60)                 | 17                |                   |    |
| Edmundo    | Hugo Carla                                      | Nucha Carla                                                              | Kelly Francisco                                                           | Kelly Pedro                                                                | Flávio Pedro              | Sara                                           | Tino                                                                        | Cátia                                                                      | Eliminado (Dia 57)                                | Eliminado (Dia 57)                                                          | Eliminado (Dia 57)                              | Eliminado (Dia 57)                                 | Eliminado (Dia 57)                  | Eliminado (Dia 57)                  | 9                 |                   |    |
| Calado     | Marta Francisco                                 | Liliana Carolina                                                         | Kelly Flávio                                                              | Nucha Sara                                                                 | Zé-Zé Kelly               | Kelly Sara                                     | Mafalda                                                                     | Eliminado (Dia 50)                                                         | Eliminado (Dia 50)                                | Eliminado (Dia 50)                                                          | Eliminado (Dia 50)                              | Eliminado (Dia 50)                                 | Eliminado (Dia 50)                  | Eliminado (Dia 50)                  | 6                 |                   |    |
| Carla      | Hugo Pedro                                      | Nucha Zé-Zé                                                              | Francisco Kelly                                                           | Pedro Kelly                                                                | Kelly Francisco (x2)      | Kelly Sara                                     | Eliminada (Dia 43)                                                          | Eliminada (Dia 43)                                                         | Eliminada (Dia 43)                                | Eliminada (Dia 43)                                                          | Eliminada (Dia 43)                              | Eliminada (Dia 43)                                 | Eliminada (Dia 43)                  | Eliminada (Dia 43)                  | 10                |                   |    |
| Raquel     | Hugo Joka                                       | Nucha Zé-Zé                                                              | Capitã                                                                    | Pedro Kelly                                                                | Zé-Zé Francisco           | Francisco Pedro                                | Eliminada (Dia 43)                                                          | Eliminada (Dia 43)                                                         | Eliminada (Dia 43)                                | Eliminada (Dia 43)                                                          | Eliminada (Dia 43)                              | Eliminada (Dia 43)                                 | Eliminada (Dia 43)                  | Eliminada (Dia 43)                  | 10                |                   |    |
| Zé-Zé      | Capitão                                         | Nucha Raquel                                                             | Flávio Nucha                                                              | Capitão                                                                    | Calado Flávio             | Eliminado (Dia 36)                             | Eliminado (Dia 36)                                                          | Eliminado (Dia 36)                                                         | Eliminado (Dia 36)                                | Eliminado (Dia 36)                                                          | Eliminado (Dia 36)                              | Eliminado (Dia 36)                                 | Eliminado (Dia 36)                  | Eliminado (Dia 36)                  | 9                 |                   |    |
| Nucha      | Sara Francisco                                  | Carla Zé-Zé                                                              | Joka Edmundo                                                              | Francisco Calado                                                           | Eliminada (Dia 29)        | Eliminada (Dia 29)                             | Eliminada (Dia 29)                                                          | Eliminada (Dia 29)                                                         | Eliminada (Dia 29)                                | Eliminada (Dia 29)                                                          | Eliminada (Dia 29)                              | Eliminada (Dia 29)                                 | Eliminada (Dia 29)                  | Eliminada (Dia 29)                  | 12                |                   |    |
| Liliana    | Capitã                                          | Flávio Sara                                                              | Joka Carla                                                                | Francisco Sara                                                             | Desistente (Dia 29)       | Desistente (Dia 29)                            | Desistente (Dia 29)                                                         | Desistente (Dia 29)                                                        | Desistente (Dia 29)                               | Desistente (Dia 29)                                                         | Desistente (Dia 29)                             | Desistente (Dia 29)                                | Desistente (Dia 29)                 | Desistente (Dia 29)                 | 6                 |                   |    |
| Marta      | Calado Nucha                                    | Carolina Flávio                                                          | Capitã                                                                    | Desistente (Dia 24)                                                        | Desistente (Dia 24)       | Desistente (Dia 24)                            | Desistente (Dia 24)                                                         | Desistente (Dia 24)                                                        | Desistente (Dia 24)                               | Desistente (Dia 24)                                                         | Desistente (Dia 24)                             | Desistente (Dia 24)                                | Desistente (Dia 24)                 | Desistente (Dia 24)                 | 2                 |                   |    |
| Joka       | Hugo Raquel                                     | Nucha Raquel                                                             | Francisco Liliana                                                         | Eliminado (Dia 22)                                                         | Eliminado (Dia 22)        | Eliminado (Dia 22)                             | Eliminado (Dia 22)                                                          | Eliminado (Dia 22)                                                         | Eliminado (Dia 22)                                | Eliminado (Dia 22)                                                          | Eliminado (Dia 22)                              | Eliminado (Dia 22)                                 | Eliminado (Dia 22)                  | Eliminado (Dia 22)                  | 6                 |                   |    |
| Carolina   | Imune                                           | Marta Flávio                                                             | Eliminada (Dia 15)                                                        | Eliminada (Dia 15)                                                         | Eliminada (Dia 15)        | Eliminada (Dia 15)                             | Eliminada (Dia 15)                                                          | Eliminada (Dia 15)                                                         | Eliminada (Dia 15)                                | Eliminada (Dia 15)                                                          | Eliminada (Dia 15)                              | Eliminada (Dia 15)                                 | Eliminada (Dia 15)                  | Eliminada (Dia 15)                  | 4                 |                   |    |
| Hugo       | Raquel Carla                                    | Eliminado (Dia 8)                                                        | Eliminado (Dia 8)                                                         | Eliminado (Dia 8)                                                          | Eliminado (Dia 8)         | Eliminado (Dia 8)                              | Eliminado (Dia 8)                                                           | Eliminado (Dia 8)                                                          | Eliminado (Dia 8)                                 | Eliminado (Dia 8)                                                           | Eliminado (Dia 8)                               | Eliminado (Dia 8)                                  | Eliminado (Dia 8)                   | Eliminado (Dia 8)                   | 5                 |                   |    |
|            |                                                 |                                                                          |                                                                           |                                                                            |                           |                                                |                                                                             |                                                                            |                                                   |                                                                             |                                                 |                                                    |                                     |                                     |                   |                   |    |
| Notas      | 1                                               | 2                                                                        | 3                                                                         | 4, 5                                                                       | 6, 7                      | 8                                              | 9                                                                           | 10                                                                         |                                                   |                                                                             |                                                 |                                                    |                                     |                                     |                   |                   |    |
| Desistente | --                                              | --                                                                       | --                                                                        | Marta, Liliana                                                             | --                        | --                                             | --                                                                          | --                                                                         | Francisco                                         | --                                                                          | --                                              | --                                                 | --                                  | --                                  |                   |                   |    |
| Nomeados   | Francisco, Hugo, Nucha                          | Nucha, Zé-Zé, Liliana, Carolina                                          | Joka, Carla Francisco, Kelly                                              | Pedro, Kelly, Nucha, Francisco                                             | Zé-Zé, Edmundo            | Carla, Kelly, Raquel, Sara                     | Calado, Tino, Kapinha, Francisco                                            | Cátia, Edmundo, Kapinha, Mafalda                                           | Pedro, Cátia, Kapinha                             | Fanny, Flávio, Kapinha, Mafalda                                             | Flávio, Kapinha, Sara                           | Flávio, Mafalda, Tino                              | Flávio, Kelly, Mafalda, Pedro, Sara | Flávio, Kelly, Mafalda, Pedro, Sara |                   |                   |    |
| Eliminado  | Hugo 37% para expulsar                          | Carolina 43% para expulsar                                               | Joka 75% para expulsar                                                    | Nucha 64% para expulsar                                                    | Zé-Zé 88% para expulsar   | Raquel 38% para expulsar                       | Calado 48% para expulsar                                                    | Edmundo 44% para expulsar                                                  | Cátia 72% para expulsar                           | Fanny 61% para expulsar                                                     | Kapinha 48% para expulsar                       | Tino 51% para expulsar                             | Sara 10% para vencer                | Kelly 14% para vencer               |                   |                   |    |
| Eliminado  | Hugo 37% para expulsar                          | Carolina 43% para expulsar                                               | Joka 75% para expulsar                                                    | Nucha 64% para expulsar                                                    | Zé-Zé 88% para expulsar   | Carla 36% para expulsar                        | Calado 48% para expulsar                                                    | Edmundo 44% para expulsar                                                  | Cátia 72% para expulsar                           | Fanny 61% para expulsar                                                     | Kapinha 48% para expulsar                       | Tino 51% para expulsar                             | Mafalda 21% para vencer             | Flávio 24% para vencer              |                   |                   |    |
| Salvos     | Francisco 36% para expulsar Nucha para expulsar | Zé-Zé 38% para expulsar Nucha 13% para expulsar Liliana 6% para expulsar | Francisco 10% para expulsar Kelly 8% para expulsar Carla 7% para expulsar | Francisco 18% para expulsar Kelly 13% para expulsar Pedro 5% para expulsar | Edmundo 12% para expulsar | Sara 16% para expulsar Kelly 10% para expulsar | Tino 36% para expulsar Kapinha 10% para expulsar Francisco 6% para expulsar | Cátia 39% para expulsar Kapinha 11% para expulsar Mafalda 6% para expulsar | Kapinha 14% para expulsar Pedro 14% para expulsar | Kapinha 21% para expulsar Flávio 11% para expulsar Mafalda 7% para expulsar | Flávio 42% para expulsar Sara 10% para expulsar | Flávio 28% para expulsar Mafalda 21% para expulsar | Pedro 30% para vencer               | Pedro 30% para vencer               |                   |                   |    |

Legenda
     Imune
     Nomeado/a

Nota 1: Carolina  e Flávio ficaram no Barracão, na condição de ficarem trancados (não podem nomear nem ser nomeados). Também Liliana e Zé-Zé ficaram trancados, por terem sido eleitos capitães das respetivas casas. Kelly por ter a missão de se tornar uma verdadeira portuguesa também ficou trancada. Os concorrentes fizeram duas nomeações, mas apenas uma foi contabilizada. Sara Santos enganou-se e nomeou duas vezes a Nucha, mais tarde foi-lhe pedida uma segunda nomeação no confessionário, ficando assim Francisco também nomeado. Nomeados da semana: Hugo Sequeira, Nucha e Francisco Macau.

Nota 2: Os líderes (Pedro e Francisco) ficaram trancados. Kelly por ter passado na prova de se tornar uma autêntica portuguesa também ficou trancada. Flávio e Liliana ficaram empatados com 3 votos, o capitão da casa, Pedro, desempatou e votou na Liliana. Nomeados da semana: Nucha, Zé-Zé, Liliana e Carolina.

Nota 3: Os concorrentes do Barracão nomeiam os concorrentes da Casa e vice-versa. As lideres das duas casas (Marta e Raquel) estão trancadas. Nomeados da semana: Joka, Carla, Kelly e Francisco.

Nota 4: Marta desiste no dia 23. Os capitães das duas casas (Flávio e Zé-Zé) ficam trancados. Nomeados da semana: Pedro, Kelly, Nucha e Francisco.

Nota 5: Liliana desiste no dia 29. Kapinha e Mafalda entram na casa no dia 29.

Nota 6: Todos podem nomear todos. Kapinha e Mafalda estão bloqueados, por terem entrado recentemente na casa. As lideres das duas casas (Carla e Sara) também estão imunes mas podem nomear, e os seus votos valem por dois. Raquel, Kelly, Zé-Zé e Edmundo ficaram empatados com 4 nomeações. As lideres das casas tiveram de desempatar e escolheram Zé-Zé e Edmundo como nomeados da semana.

Nota 7: Tino de Rans entra na casa no dia 35.

Nota 8: Nomeações para dupla expulsão. Carla fica nomeada cara-a-cara e Raquel, Kelly e Sara no confessionário.

Nota 9: Fanny e Cátia passam de convidadas a concorrentes. Os capitães, imunes, nomeiam automaticamente um concorrente cada. Kelly nomeia Calado e Edmundo nomeia Tino. Nomeiam frente a frente na sala. Ficam nomeados esta semana Kapinha, Calado, Tino e Francisco.

Nota 10: Numa primeira ronda de nomeações frente a frente, fica nomeado o casal Kapinha e Mafalda. Mais tarde, voltam a nomear e encontram-se os restantes dois nomeados: Edmundo e Cátia. 

## Nomeações: resultados
| Semana    | Nomeações | Votos dos portugueses                                                                                  | Expulsão |
| --------- | --- | --- | --- |
| Semana 1  | Hugo Sequeira (5 Votos), Nucha (3 Votos), Francisco Macau (3 Votos)                                           | Hugo Sequeira (37%), Nucha (27%), Francisco Macau (36%)                                                | Hugo Sequeira                                                                                               |
| Semana 2  | Nucha (5 Votos), Zé-Zé Camarinha (3 Votos), Carolina Salgado (4 Votos), Liliana Queiroz (3 Votos)             | Nucha (13%), Zé-Zé Camarinha (38%), Carolina Salgado (43%), Liliana Queiroz (6%)                       | Carolina Salgado                                                                                            |
| Semana 3  | Joka (5 Votos), Carla Baía (3 Votos), Kelly Baron (3 Votos), Francisco Macau (3 Votos)                        | Joka (75%), Carla Baía (7%), Kelly Baron (8%), Francisco Macau (10%)                                   | Joka |
| Semana 4  | Nucha (3 Votos), Francisco Macau (2 Votos), Pedro Guedes (3 Votos), Kelly Baron (3 Votos)                     | Nucha (64%), Francisco Macau (18%), Pedro Guedes (5%), Kelly Baron (13%)                               | Marta Melro (Desistiu), Liliana Queiroz (Desistiu) e Nucha                                                  |
| Semana 5  | Zé-Zé Camarinha (4 Votos), Edmundo Vieira (4 Votos)                                                           | Zé-Zé Camarinha (88%), Edmundo Vieira (12%)                                                            | Zé-Zé Camarinha                                                                                             |
| Semana 6  | Carla Baía (3 Votos), Kelly Baron (3 Votos), Sara Santos (3 Votos), Raquel Henriques (2 Votos)                | Carla Baía (36%), Kelly Baron (10%), Sara Santos (16%), Raquel Henriques (38%)                         | Carla Baía e Raquel Henriques                                                                               |
| Semana 7  | Calado (Kelly), Tino de Rans (Edmundo), Kapinha (2 Votos), Francisco Macau (2 Votos),                         | Calado (48%), Tino de Rans (36%), Kapinha (10%), Francisco Macau (6%)                                  | Calado |
| Semana 8  | Kapinha (2 Votos), Mafalda Teixeira (4 Votos), Cátia (4 Votos), Edmundo Vieira (2 Votos)                      | Kapinha (11%), Mafalda Teixeira (6%), Cátia (39%), Edmundo Vieira (44%)                                | Edmundo Vieira                                                                                              |
| Semana 9  | Pedro Guedes (Big Brother), Cátia (3 Votos), Kapinha (2 Votos)                                                | Pedro Guedes (14%), Cátia (72%), Kapinha (14%)                                                         | Francisco Macau (Desistiu) e Cátia                                                                          |
| Semana 10 | Mafalda Teixeira (Tino), Kapinha (Sara), Flávio Furtado (2 Votos), Fanny (2 Votos)                            | Mafalda Teixeira (7%), Kapinha (21%), Flávio Furtado (11%), Fanny (61%)                                | Fanny |
| Semana 11 | Flávio Furtado (Big Brother), Kapinha (Big Brother), Sara Santos (Big Brother)                                | Flávio Furtado (42%), Kapinha (48%), Sara Santos (10%)                                                 | Kapinha |
| Semana 12 | Flávio Furtado (3 votos-confessionário), Tino de Rans (2 votos-ardósias), Mafalda Teixeira (3 votos-ardósias) | Flávio Furtado (28%), Tino de Rans (51%), Mafalda Teixeira (21%)                                       | Tino de Rans                                                                                                |
| Semana 13 | Finalistas: Flávio, Kelly, Sara, Pedro e Mafalda                                                              | Pedro Guedes (30%), Flávio Furtado (24%), Mafalda Teixeira (21%), Kelly Baron (14%), Sara Santos (11%) | Pedro Guedes (vencedor), Flávio Furtado (2.º), Mafalda Teixeira (3.º), Kelly Baron (4.º), Sara Santos (5.º) |

## Mudanças de Casa
Ao longo do jogo, os concorrentes mudaram de residência - entre a Casa principal e o Barracão - devido a castigos, provas, recompensas ou para equilibrar o número de concorrentes em cada casa.
| Edmundo   | Casa     | Casa     | Barracão | Barracão | Casa     | Casa     | Casa     | Barracão | Barracão | Barracão | Barracão | Casa     | Barracão | Barracão | Casa     | Casa |  |  |
| Carla     | Casa     | Casa     | Barracão | Barracão | Casa     | Casa     | Barracão | Casa     | Barracão | Barracão | Barracão | Casa     | Barracão | Casa     | Casa     | Casa |  |  |
| Raquel    | Casa     | Casa     | Barracão | Barracão | Casa     | Barracão | Barracão | Barracão | Barracão | Barracão | Barracão | Casa     | Barracão | Casa     | Casa     | Casa |  |  |
| Pedro     | Casa     | Barracão | Casa     | Casa     | Barracão | Barracão | Barracão | Barracão | Barracão | Casa     | Casa     | Barracão | Casa     | Casa     | Barracão | Casa |  |  |
| Kelly     | Casa     | Barracão | Casa     | Casa     | Barracão | Barracão | Barracão | Casa     | Barracão | Casa     | Casa     | Barracão | Casa     | Casa     | Casa     | Casa |  |  |
| Flávio    | Barracão | Barracão | Casa     | Casa     | Barracão | Barracão | Casa     | Barracão | Casa     | Casa     | Casa     | Barracão | Casa     | Casa     | Barracão | Casa |  |  |
| Calado    | Barracão | Barracão | Casa     | Barracão | Casa     | Casa     | Casa     | Barracão | Casa     | Casa     | Casa     | Casa     | Barracão | Barracão | Barracão | Casa |  |  |
| Sara      | Barracão | Barracão | Casa     | Barracão | Casa     | Casa     | Casa     | Casa     | Casa     | Casa     | Casa     | Barracão | Casa     | Casa     | Casa     | Casa |  |  |
| Francisco | Barracão | Casa     | Barracão | Barracão | Barracão | Barracão | Barracão | Casa     | Casa     | Casa     | Casa     | Barracão | Casa     | Casa     | Barracão | Casa |  |  |
| Kapinha   |          |          |          |          |          |          |          |          |          |          | Barracão | Casa     | Barracão | Barracão | Barracão | Casa |  |  |
| Mafalda   |          |          |          |          |          |          |          |          |          |          | Barracão | Barracão | Barracão | Barracão | Casa     | Casa |  |  |
| Tino      |          |          |          |          |          |          |          |          |          |          |          |          | Casa     | Casa     | Barracão | Casa |  |  |
| Zé-Zé     | Casa     | Casa     | Barracão | Casa     | Casa     | Casa     | Casa     | Casa     | Barracão | Barracão | Barracão | Casa     |          |          |          |      |  |  |
| Nucha     | Barracão | Casa     | Barracão | Casa     | Barracão | Barracão | Barracão | Barracão | Casa     | Casa     |          |          |          |          |          |      |  |  |
| Liliana   | Barracão | Barracão | Casa     | Casa     | Barracão | Barracão | Casa     | Barracão | Casa     | Casa     |          |          |          |          |          |      |  |  |
| Marta     | Barracão | Barracão | Casa     | Casa     | Barracão | Casa     | Casa     | Casa     | Casa     |          |          |          |          |          |          |      |  |  |
| Joka      | Casa     | Casa     | Barracão | Barracão | Casa     | Casa     | Barracão | Casa     |          |          |          |          |          |          |          |      |  |  |
| Carolina  | Barracão | Barracão | Casa     | Casa     |          |          |          |          |          |          |          |          |          |          |          |      |  |  |
| Hugo      | Casa     | Casa     |          |          |          |          |          |          |          |          |          |          |          |          |          |      |  |  |

Dia 1: O destino dos concorrentes nas respetivas casas foi traçado por Carolina Salgado e Flávio Furtado na gala de estreia.

Dia 4: Após uma festa em conjunto na casa principal, os nomeados Francisco e Nucha do Barracão mudaram-se para a Casa. A Kelly e o Pedro mudaram-se para o Barracão para equilibrar as casas.

Dia 8: Os concorrentes mudaram todos de casas.

Dia 10: Os nomeados do Barracão - Zé-Zé Camarinha e Nucha - mudaram-se para a Casa principal. A Sara e o Calado, como menos votados nas nomeações do dia anterior, foram para o Barracão para equilibrar as casas.

Dia 15: Todos os concorrentes mudaram de casa, com a excepção de Francisco Macau e Zé-Zé Camarinha, que permaneceram, respectivamente, no Barracão e na Casa.

Dia 16: As lideres das duas casas, Raquel e Marta mudaram de casas e dos respetivos grupos.

Dia 17: Os nomeados da casa principal (Joka e Carla) mudaram-se para o Barracão. Para equilibrar as casas, Liliana e Flávio mudaram-se para a Casa principal, por terem o segundo maior número de nomeações.

Dia 19: Os nomeados Francisco, Kelly, Joka e Carla, que estavam no Barracão, mudaram-se para a Casa principal. Para o Barracão, seguiram Liliana, Flávio, Calado e Edmundo.

Dia 22: Os concorrentes voltaram às "origens", voltando aos grupos originais mas em casas contrárias.

Dia 24: Os nomeados do Barracão, Pedro e Kelly, mudaram-se para a Casa principal, depois dos residentes da casa terem decidido dividir o espaço com eles, sendo que ninguém deslocou-se para o Barracão.

Dia 29: Mafalda e Kapinha entraram no jogo, no dia 29, e foram inicialmente para o Barracão. No dia seguinte (dia 30), Mafalda permaneceu no Barracão e Calado na Casa Principal, enquanto os restantes concorrentes trocaram de casas.

Dia 38: As nomeadas Carla e Raquel mudam para a Casa principal.

Dia 39: Edmundo vence o concurso do "Beijo mais criativo" e vai dormir para a Casa principal com todas as raparigas. Todos os restantes rapazes são recambiados para o Barracão.

Dia 40: Todos os concorrentes do Barracão passam a ter acesso à Casa principal para realizar a prova de resistência "O Último a Sair". Passadas 19 horas, Francisco Macau, José Calado, Pedro Guedes e Sara Santos são os últimos resistentes debaixo da caixa de cartão e declarados vencedores pelo Big Brother. Passa a existir, pela primeira vez, livre dos circulação dos residentes entre o Barracão e a Casa principal.

| Flávio    | Barracão | Casa     | Livre | Casa     | Casa     | Casa     | Casa | Barracão | Barracão | Barracão | Barracão | Barracão | Casa | Casa |  |  |  |  |  |  |  |  |
| Pedro     | Casa     | Barracão | Livre | Casa     | Casa     | Casa     | Casa | Barracão | Barracão | Barracão | Barracão | Barracão | Casa | Casa |  |  |  |  |  |  |  |  |
| Sara      | Casa     | Barracão | Livre | Barracão | Barracão | Barracão | Casa | Barracão | Barracão | Casa     | Casa     | Casa     | Casa | Casa |  |  |  |  |  |  |  |  |
| Kelly     | Barracão | Casa     | Livre | Barracão | Barracão | Barracão | Casa | Casa     | Casa     | Casa     | Casa     | Casa     | Casa | Casa |  |  |  |  |  |  |  |  |
| Mafalda   | Barracão | Casa     | Livre | Barracão | Barracão | Barracão | Casa | Casa     | Casa     | Casa     | Casa     | Casa     | Casa | Casa |  |  |  |  |  |  |  |  |
| Tino      | Barracão | Casa     | Livre | Casa     | Casa     | Casa     | Casa | Casa     | Casa     | Barracão | Barracão | Barracão |      |      |  |  |  |  |  |  |  |  |
| Kapinha   | Barracão | Barracão | Livre | Casa     | Casa     | Casa     | Casa | Barracão | Barracão | Barracão | Barracão |          |      |      |  |  |  |  |  |  |  |  |
| Fanny     | Casa     | Barracão | Livre | Barracão | Barracão | Barracão | Casa | Casa     | Casa     |          |          |          |      |      |  |  |  |  |  |  |  |  |
| Cátia     | Casa     | Barracão | Livre | Barracão | Barracão | Barracão |      |          |          |          |          |          |      |      |  |  |  |  |  |  |  |  |
| Francisco | Casa     | Barracão | Livre | Casa     | Casa     |          |      |          |          |          |          |          |      |      |  |  |  |  |  |  |  |  |
| Edmundo   | Casa     | Casa     |       |          |          |          |      |          |          |          |          |          |      |      |  |  |  |  |  |  |  |  |
| Calado    | Casa     |          |       |          |          |          |      |          |          |          |          |          |      |      |  |  |  |  |  |  |  |  |

Dia 43: Os vencedores da prova de resistência Sara, Calado, Pedro e Francisco, ganham direito a ficar na Casa principal com Edmundo, Cátia e Fanny. Kelly, Flávio e Tino mudam-se para o Barracão, para junto de Kapinha e Mafalda.

Dia 57: Para dar as boas-vindas ao novo convidado Nuno Homem de Sá é permitida a livre circulação entre a Casa principal e o Barracão.

Dia 58: As raparigas mudaram-se para o Barracão, e os rapazes para a Casa.

Dia 72: O capitão Pedro Guedes decide as mudanças de casa.

## Recordes da edição
| Número de concorrentes                            | 21                                              |
| Concorrente nunca nomeado(a)                      | Marta                                           |
| Concorrente mais vezes nomeado(a)                 | Kapinha - 5 nomeações                           |
| Concorrente que mais "sobreviveu" às nomeações    | Kapinha - "sobreviveu" a 4 nomeações            |
| Concorrente mais vezes imune                      | Kelly - 3 imunidades                            |
| Concorrente mais vezes Capitão/Capitã da Casa     | Flávio - 3 vezes                                |
| Concorrente mais vezes Capitão/Capitã do Barracão | Sara - 2 vezes                                  |
| Concorrente eliminado(a) com menor percentagem    | Hugo - 37% para expulsar, contra 2 concorrentes |
| Concorrente eliminado(a) com maior percentagem    | Zé-Zé - 88% para expulsar, contra 1 concorrente |
| Nomeado(a) com menor percentagem de voto          | Pedro - 5%, contra 3 concorrentes               |
| Concorrente com mais dias no Barracão             | Flávio - 42 dias                                |
| Concorrente com menos dias no Barracão            | Hugo - 0 dias                                   |
| Concorrente com mais dias na Casa                 | Kelly - 70 dias                                 |
| Concorrente com menos dias na Casa                | Carolina - 7 dias                               |
| Desistências                                      | 3 - Francisco, Liliana e Marta                  |